# Le Cerveau de la planète Arous
Pour plus de détails, voir Fiche technique et Distribution.
Le Cerveau de la planète Arous (The Brain from planet Arous) est un film américain de science-fiction réalisé par Nathan Juran (sous le nom de Nathan Hertz) en 1957.

## Synopsis
Surpris de détecter une radioactivité anormale en provenance des montagnes de la mort deux jeunes chercheurs, Steve et Dan se rendent sur place. Ils ne tardent pas à découvrir un extraterrestre très évolué nommé Gor. Celui-ci tue Dan et s'empare du cerveau de Steve. Il dévoile alors ses intentions : dominer la Terre entière. Vol, un autre extraterrestre cherche à le traquer, pour cela il obtient la complicité de Sally, la fiancée de Steve, du père de celle-ci et du chien George dont il contrôle le cerveau. Steve fait la démonstration de son pouvoir, destruction d'avion, destruction d'un site devant une assemblée de militaires médusés, puis convocation des représentants des principales puissances terrestres. Il n'existe qu'un seul moyen de neutraliser Gor, s'attaquer à sa scissure de Rolando dans son cerveau, pendant les rares moments où il quitte l'esprit de Steve pour se ressourcer en oxygène.

## Fiche technique
- Titre : Le Cerveau de la planète Arous
- Titre original : The Brain from planet Arous
- Réalisation : Nathan Juran (sous le nom de Nathan Hertz)
- Scénario : Ray Buffum
- Musique : Walter Greene
- Photographie : Jacques R. Marquette
- Date de sortie :
  - États-Unis : 1er octobre 1957
- Durée : 71 minutes
- Pays :  États-Unis
- Langue : anglais
- Genre : science-fiction

## Distribution
- John Agar : Steve March
- Joyce Meadows : Sally Fallon
- Robert Fuller : Dan Murphy
- Thomas Browne Henry : John Fallon
- Kenneth Terrell : colonel dans la salle de conférence
- Henry Travis : colonel Frogley
- E. Leslie Thomas : général Brown
- Tim Graham : shérif Wiley Pane
- Bill Giorgio : le représentant soviétique

## Accueil
Sur Rotten Tomatoes, le film a 33% de notes positives basées sur 6 critiques pour une moyenne de 4,8/10. Le score d'audience est de 39%, basé sur plus de 500 critiques.

## Autour du film
Nathan Juran, mécontent de la conclusion du film, refusa que son nom apparaisse en tant que tel au générique; c'est pour cette raison que le réalisateur y apparaît sous le nom de Nathan Hertz.
On peut noter qu'un extrait du film apparaît dans la série Malcolm In The Middle,.